# Fair Head
Fair Head (též Benmore, irsky an Bhinn Mhór, což v překladu znamená Velký útes) je 196 metrů vysoký výběžek severního pobřeží Irska. Z hlediska politicko-administrativního rozdělení irského ostrova se Fair Head nachází na území severoirského hrabství Antrim ve Spojeném království. Útes Fair Head (někdy též jmenovaný jako Fairhead) je nejvýznamnější severoirskou horolezeckou lokalitou a zároveň největším horolezecky využívaným skalním útvarem na Britských ostrovech.
Fair Head se nachází v chráněné krajinné oblasti Antrim Coast and Glens AONB (Area of Outstanding Beauty), která byla vyhlášena v roce 1988 a má celkovou rozlohu 72 489 ha.

## Geografie

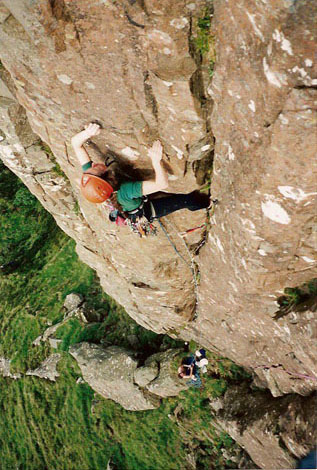
Horolezec zdolává cestu Fireball (stupeň 7 UIAA) v The Prow

Pobřežní útes Fair Head se nachází zhruba 5,5 km vzdušnou čarou směrem na severovýchod od přístavního města Ballycastle. Od jižního výběžku ostrova Rathlin, který je nejsevernější součástí Severního Irska, je stěna Fair Head vzdálena 4 km.
Vzdálenost mezi mysem Fair Head v Antrimu a mysem Mizen Head v hrabství Cork se v geografické literatuře uvádí jako délka irského ostrova.
Pobřeží Skotska, oddělené od Irska Severním průlivem (North Channel), viditelné z Fair Head za příznivého počasí, je vzdálené asi 23 km.

### Život na Fair Head
Pozemky na náhorní plošině mysu jsou v soukromém vlastnictví a jsou hospodářsky využívány. Po obvodu mysu nad útesy vede turistická stezka. Na této plošině se nacházejí také dvě jezera - menší Lough Doo a Lough na Cranagh, v němž je několik ostrůvků. Ostrov uprostřed většího jezera je tzv. crannog z doby železné. Crannog, podle nějž je pojmenováno místní jezero, je specifický termín pro označení umělých ostrovů, které byly budovány během několika tisíciletí ve Skotsku a v Irsku od neolitu až po 17. století a sloužily místním lidem jako bezpečně chráněná obydlí.

## Geologie
Fair Head patří k podobně významným geologickým lokalitám Severního Irska, jako jsou kamenné varhany Giant's Causeway, zapsané na seznam světového dědictví UNESCO, které jsou vzdálené od Fair Head jen asi 25 km směrem na západ. Na obou místech se vyskytují horniny sopečného původu - zatímco však tvar Giant's Causeway určuje sloupcovitá odlučnost čediče, na Fair Head lze nalézt dolerit (diabas). Kromě magmatických hornin se v oblasti Fair Head nachází vápenec.

## Původ názvu

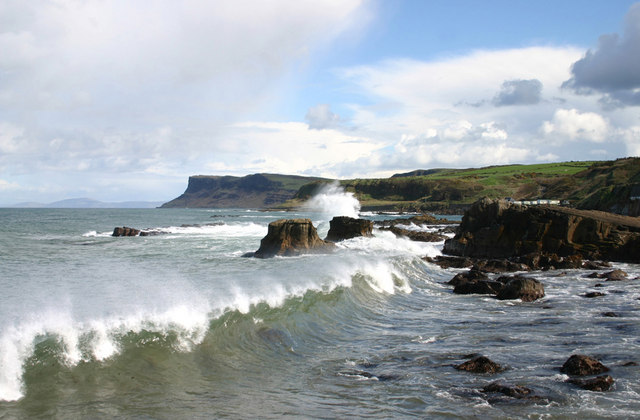
Pobřeží u Ballycastle a Fair Head

Poprvé se poangličtělý název útesu objevuje jako Fayre forland (či forlande) v Gogheově mapě z roku 1567. Jméno Fair Head je poprvé zaznamenáno v souboru map irských baronství Hibernia Regnum z let 1655 - 1659. Pojmenování Beann Mór bylo zapsáno mezi irskými či poangličtělými místopisnými názvy v Irsku až v roce 1831, ve verzi An Bhinn Mhór pak dokonce až na sklonku 20. století. V Dineenově irsko-anglickém slovníku z počátku 20. století se tento přírodní útvar objevuje jako Rubha an Fhir Liaith, tj. Útes šedivého muže. Dosud existuje pochybnost, zda Fair Head a An Bhinn Mhór jsou naprosto totožná místa.

## Horolezectví
Horolezecké aktivity jsou na Fair Head provozovány od 60. let 20. století, kdy se o tuto lokalitu začali zajímat dublinští a belfastští horolezci. Ve stěnách mohutného doleritového útesu, který je považován ze nejlepší horolezeckou lokalitu v Irsku, bylo na počátku 21. století popsáno více než 400 horolezeckých cest.  Podle britské stupnice se jejich obtížnost pohybuje od VS 4c do E8 6b, což podle klasifikační stupnice pro volné lezení Mezinárodní horolezecké federace (UIAA) představuje stupeň obtížnosti od 6- do 9. Horolezecká oblast Fair Head je rozdělena na několik částí: The Small Crag, The Main Crag (včetně části The Prow), Farrangadoo, Marconi's Cove a Complete Scream. Posledně jmenovanou část, která zahrnuje nejobtížnější partie včetně 60 metrů dlouhé cesty o obtížnosti  E8 6b (stupeň 9- či 9 podle UIAA), poprvé zlezl Ricky Bell v roce 2005. Na Fair Head se konají každý rok tradiční horolezecká setkání.